# Ovaliviridae
Ovaliviridae es una familia de virus que infecta arqueas.

## Géneros
Contiene un solo género:
- Alphaovalivirus

## Descripción
Los viriones de la familia Ovaliviridae tienen una cápside con geometrías elipsoides y con una envoltura vírica. El diámetro es de alrededor de 115 a 78 nm. Los genomas son lineales de ADN bicatenario y segmentados de alrededor de 23, 219 kb de longitud con 179 repeticiones terminales invertidas. Los genomas albergan 38 genes codificadores de proteínas y la cápside alberga 4 proteínas estructurales.
La replicación viral se produce en el citoplasma. La entrada y salida en la célula huésped se logra mediante la lisis en la célula huésped. La replicación sigue el modelo de replicación de los virus de ADN bicatenario. La transcripción de ADN cebada por proteínas es el método de transcripción. Los arqueas hipertermófilas sirven como huéspedes naturales.